# Уго Ботті
Уго Ботті (італ. Ugo Botti, 20 липня 1903, Венеція — 17 червня 1940, Середземне море) — італійський морський офіцер.
Ніс службу у Королівських військово-морських силах Італії під час Другої світової війни.

## Біографія
Уго Ботті народився 20 липня 1903 року у Венеції. У листопаді 1918 року вступив до Військово-морської академії в Ліворно, яку закінчив у 1923 році в званні гардемарина і був призначений на лінкор «Джуліо Чезаре». Надалі плавав на борту танкера «Урано», підводного човна «П'єтро Мікка», есмінця «Дженерале Антоніо Кінотто», міноносця «45 PN».
У 1925 році отримав звання молодшого лейтенанта, у 1928 році — лейтенанта. Пройшов Вищі курси у Військово-морській академії в Ліворно зі спеціальності управління вогнем. Був призначений на крейсер «Тренто», потім на крейсер «Лібія», який базувався на Далекому Сході. Після повернення ніс службу на підводних човнах «Руджеро Сеттімо» і «Веттор Пізані».
З 1936 року командував підводними човнами «Галатея» (базувався в Таранто), «Нарвало» і «Скуало» (базувались в Массауа).
1 січня 1937 року отримав звання капітана III рангу.
25 червня 1938 року призначений капітаном підводного човна «Андреа Прована». Зі вступом Італії у Другу світову війну цей човен разом з 3 однотипними був включений до складу XXI ескадри підводних човнів, яка базувалась в Неаполі.
17 червня 1940 року підводний човен «Андреа Прована» атакував французький конвой поблизу Орана. Проте торпеди не влучили у ціль. Авізо «La Curieuse», який супроводжував конвой, помітив сліди від торпед, і скинув глибинні бомби у місці імовірного перебування підводного човна, який вимушений був сплисти на поверхню. «La Curieuse» відкрив вогонь з бортових гармат, внаслідок чого «Андреа Прована» затонув разом з усім екіпажем.
Уго Ботті посмертно був нагороджений золотою медаллю «За військову доблесть». Він був першим підводником італійського флоту, відзначений цією нагородою під час Другої світової війни.

## Нагороди
- Золота медаль «За військову доблесть»

## Вшанування
На честь Уго Ботті планувалось назвати один з есмінців типу «Команданті Медальє д'Оро», але будівництво не було завершене.
Також на честь Уго Ботті названа казарма та вулиця у Ла-Спеції.